# Metionina
A metionina (Met/M) é um dos aminoácidos codificados pelo código genético, sendo portanto um dos componentes das proteínas dos seres vivos, com exceção das bactérias procariontes (as quais possuem N-Formil Metionina).
O codão responsável pela síntese deste amino-ácido (o tripleto AUG) é designado codão de iniciação. Para se formarem as proteínas, este codão do DNA é lido em primeiro lugar pelo ribossoma, marcando o ponto de início do processo de síntese protéica.
Por possuir o elemento enxofre, é suscetível a oxidação. Pode ser oxidada por OH•, HOCl, cloraminas e ONOO-. Duas oxidações produzem metionina sulfóxido, a qual pode levar à oxidação para sulfona.

## Doenças metabólicas
A degradação da metionina está comprometida nas seguintes doenças metabólicas:
- Acidemia propiônica
- Acidúria malônica e metilmalônica combinada (CMAMMA)
- Homocistinúria